# Oppeano
Oppeano là một đô thị ở tỉnh Verona trong vùng Veneto của Ý, có cự ly khoảng 90 km về phía tây của Venice và khoảng 20 km về phía đông nam của Verona. Tại thời điểm ngày 31 tháng 12 năm 2004, đô thị này có dân số 8.018 người và diện tích là 47 km².
Đô thị Oppeano có các frazioni (đơn vị trực thuộc, chủ yếu là các làng) Cà degli Oppi, Mazzantica, Vallese và một phần Villafontana.
Oppeano giáp các đô thị: Bovolone, Buttapietra, Isola della Scala, Isola Rizza, Palù, Ronco all'Adige, San Giovanni Lupatoto và Zevio.